# Geneviève Ngo Mbeleck
Geneviève Ngo Mbeleck, née le 10 mars 1993, est une footballeuse internationale camerounaise évoluant au poste de milieu de terrain.

## Carrière

### Carrière en club
Geneviève Ngo Mbeleck commence sa carrière avec le Caïman Filles de Douala au Cameroun,, avant de rejoindre en août 2015 le FK Minsk en Biélorussie. 
Elle remporte avec le FK Minsk le doublé Coupe-Championnat en 2015 et la Supercoupe de Biélorussie 2016.

### Carrière en sélection
Elle dispute avec l'équipe du Cameroun féminine le championnat d'Afrique 2014, la Coupe du monde 2015, ainsi que la Coupe d'Afrique des nations 2016. Lors du mondial organisé au Canada, Geneviève Ngo Mbeleck joue deux matchs : contre l'Équateur, et le Japon. Lors de la Coupe d'Afrique, le Cameroun s'incline à deux reprises en finale face au Nigeria.  Elle participe en 2018 à la Coupe d'Afrique des nations féminine de football. En 2019, elle est de nouveau retenue dans la sélection nationale du Cameroun pour la Coupe du monde de football féminin.
Elle est sélectionnée pour disputer la Coupe d'Afrique des nations 2022.

## Palmarès
- Finaliste du championnat d'Afrique 2014 avec l'équipe du Cameroun
- Finaliste de la Coupe d'Afrique des nations 2016 avec l'équipe du Cameroun
- Troisième de la Coupe d'Afrique des nations 2018 avec l'équipe du Cameroun
- Finaliste du Championnat féminin de la COSAFA en 2018 avec l'équipe du Cameroun
- Championne de Biélorussie en 2015 avec le FK Minsk
- Vainqueur de la Coupe de Biélorussie en 2015 avec le FK Minsk
- Vainqueur de la Supercoupe de Biélorussie en 2016 avec le FK Minsk